# Cecilia Helena Lorenzini de Salles Oliveira
Cecilia Helena Lorenzini de Salles Oliveira é uma pesquisadora e historiadora do Departamento de História da Universidade de São Paulo (USP). Suas contribuições científicas se dão no campo da História do Brasil, no qual pesquisa o período da Independência, Brasil Imperial, história dos museus nacionais e as relações entre história e memória. Cecilia integra o corpo docente do Programa de Pós-Graduação em História Social da USP e é professora titular sênior no Museu Paulista.
Foi diretora do Museu Paulista entre 2008 e 2012, precedida pela também historiadora Eni de Mesquita Samara.
Cecilia foi premiada em 3º lugar na edição de 2014 do Prêmio Jabuti categoria Economia, Administração e Negócios pela coletânea Monarquia, Liberalismo e Negócios no Brasil: 1780-1860.

## Prêmios e títulos
- Medalha Imperatriz Leopoldina, Instituto Histórico e Geográfico de São Paulo (2012)[5]
- Prêmio Jabuti - categoria Economia, Administração e Negócios - 3º lugar (2014)[4]
- 5º Prêmio Manoel Luiz Salgado Guimarães, Associação Nacional de História - ANPUH (2015)[6]